# Tabula Peutingeriana

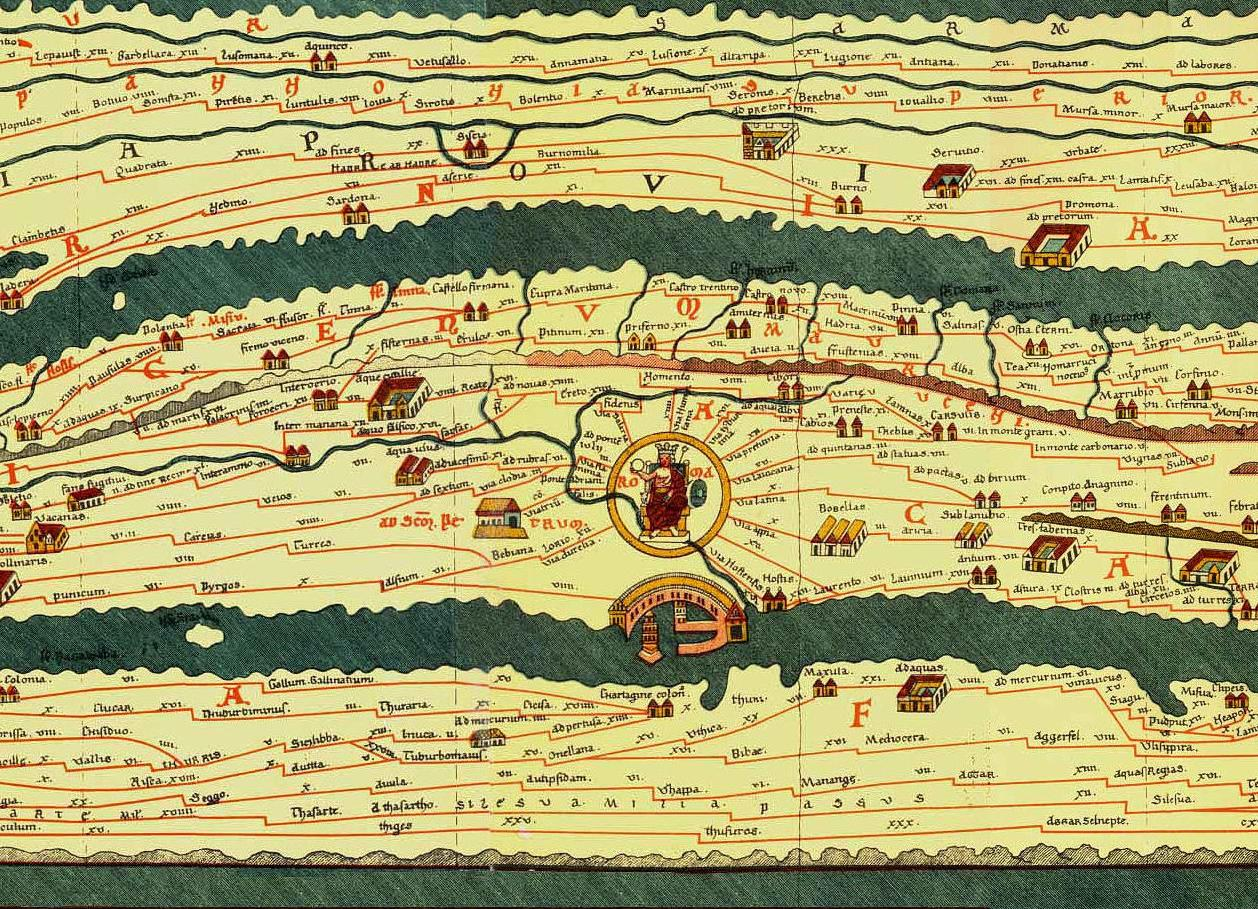
Tabula Peutingeriana (részlet) – a térképrészlet közepén Róma városa. Omnes viae Romam ducunt, azaz "Minden út Rómába vezet"

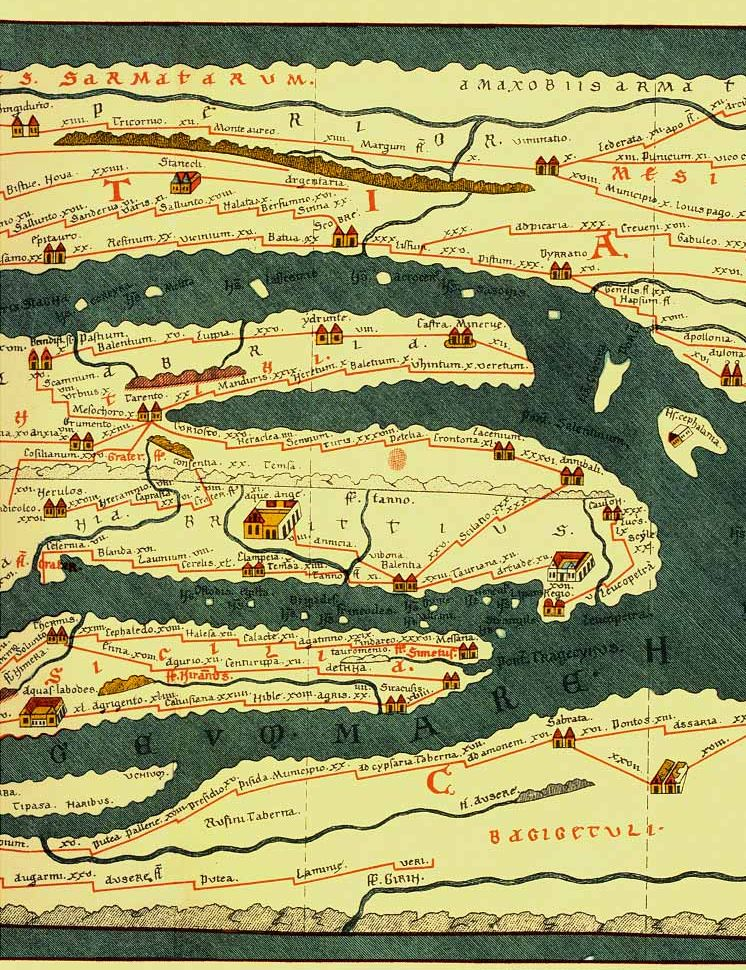
Tabula Peutingeriana (részlet) – felülről lefelé: dalmát tengerpart, Adriai-tenger, Itália déli része, Szicília, Afrika partjai

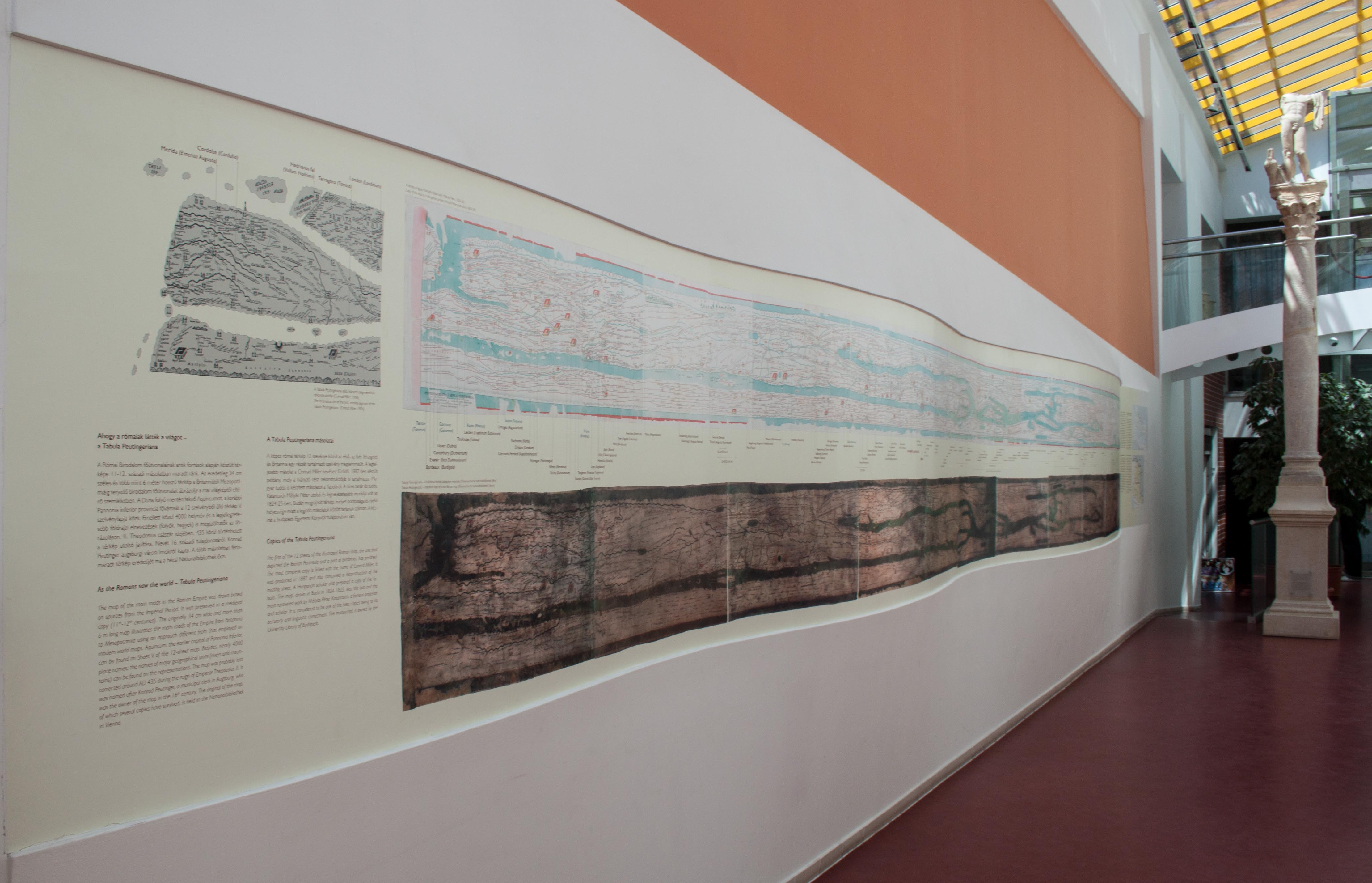
A Tabula Peutingeriana másolata magyarázatokkal az Aquincumi Múzeumban

A Tabula Peutingeriana (Peutinger-tábla) a Római Birodalom nyilvános úthálózatának útvonalleírása (itinerarium), amely a cursus publicus nevű futárszolgálat útvonalairól készült (a futárszolgálatot a birodalmi állam szervezte, és felügyelte). A „térkép” készítése a negyedik vagy korai ötödik századra nyúlik vissza.
A rómaiaknál háromféle itinerarium létezett: irott (itineraria scripta), vázlatos (adnotata) és képes (picta), amely már a mai értelemben egy térkép volt.
A Tabula Peutingeriana egyetlen másolata Konrad Peutinger, egy német 15–16. századi humanista és könyvgyűjtő nevét viseli. Tartalmazza Európa, Észak-Afrika, a Közel-Kelet, és Ázsia egyes részeinek (Perzsia, India) úttérképeit.
A térképet Conrad Celtes fedezte fel egy wormsi könyvtárban, de mivel halála előtt nem tudta kiadni, 1508-ban Peutingerre hagyatékozta. A bécsi nemzeti könyvtárban őrzik, a Világemlékezet egyik dokumentuma.

## A térkép leírása
A Tabula Peutingeriana az egyetlen fennmaradó térkép a római cursus publicusról. Egy colmari szerzetes készítette a 13. században. A pergamentekercs tizenegy részből áll, 0,34 m magas és 6,75 m hosszú. A sematikus térkép nem valóságszerűen ábrázolja a világot: a területeket erősen torzítja, különösen a kelet-nyugati irányban. Római települések, a köztük vezető utak, folyók, hegyek, erdők és tengerek szerepelnek rajta. A birodalom három legfontosabb városát, Rómát, Konstantinápolyt és Antiochiát különleges díszítéssel jelzi. A teljes birodalmon kívül bemutatja a Közel-Keletet, Indiát és a Gangeszt, Sri Lankát (Insula Taprobane), és még Kínára is utal. Nyugaton az Ibériai-félsziget hiányáról arra  következtetünk, hogy a fennmaradt kópiából hiányzik egy elveszett tizenkettedik rész.
A táblázat alapját az itinerariumok, útvonal-táblázatok, azaz a római országutak állomásainak és távolságainak listái képezik. (Az állomások nemcsak településeket jelölnek, hanem esetenként kereszteződéseket is.) Az utasoknak persze nem állt mai értelembe vett térkép a rendelkezésére, de szükségük volt, hogy tudják, melyik állomás, milyen távolságra következik az úton.
A Peutinger táblán az utak nagyjából párhuzamos vonalak, amelyeken az állomások az utazás sorrendjében jelennek meg. A hosszú téglalap alakú elrendezést a pergamen lapok formája adta. Látszik valamennyi hasonlóság Ptolemaiosz földtérképével is, úgyhogy egyes szerzők szerint a reprezentatív földrajzi ábrázolás szándékosnak tűnik az ismeretlen térképszerkesztők részéről.
A városokat és állomásokat térképjelek százai mutatják, a legegyszerűbb kéttornyos épülettől a három „nagy” város részletesen megrajzolt „portréjáig”. Annalina és Mario Levi azt következtették, hogy a félig sematikus, félig képszerű szimbólumok a Vegetius által leírt itineraria picta kartográfiai konvencióit követik.

## Története
A tabula keletkezési ideje a negyedik vagy a korai ötödik századra tehető. Konstantinápoly alapítási événél (328) biztos későbbi. Ravenna – mely 402-ben lett a nyugati birodalom fővárosa – hangsúlyozott kiemelése ötödik századi revíziót sugall Levi és Levi számára. Germania Inferior bizonyos városai az ötödik század közepén elpusztultak, úgyhogy ennél viszont korábbi kell, hogy legyen.
Valószínű, hogy annak a térképnek a távoli leszármazottja, amely Augustus barátja, Marcus Vipsanius Agrippa irányítása alatt készült. Agrippa halála után a térképet márványba vésték és az Ara Pacistól nem messze, a Porticus Vipsaniaeben helyezték el. Glen Bowersock is a térkép archetípusának korábbi datálását támogatja, mivel Arabia provincia számos részlete teljesen anakronisztikus a 4. századhoz képest, így ő is Agrippa térképét tartja forrásul.

## Kiadásai és utótörténete
Nyomtatásban először Ortelius kiadásaként jelent meg 1598-ban. Részleges első kiadását (Fragmenta tabulæ antiquæ) 1591-ben nyomtatta Jan Moretus, Antwerpenben, később, 1598. decemberében, a teljes Tabulát is kinyomtatta, szintén Antwerpenben.
A Peutinger család tulajdonában maradt a dokumentum, amíg 1714-ben el nem adták. Királyi és főnemesi családok között forgott, aztán Savoyai Jenő száz dukátért megvásárolta. 1737-ben halála után a bécsi udvari könyvtárhoz (a Hofbibliothekhez) került, ahol azóta is őrzik.
1753-ban Franz Scheyb adott ki egy kópiát, és 1872-ben Conrad Miller német professzor másolhatta. William and Northgate kiadása 1892-ben látott napvilágot. 1911-ben kiegészült a Tabula a hiányzó, Britanniát és Hispaniát ábrázoló új lappal.
2007-ben a térképet A világ emlékezete program keretében az UNESCO felvette a világ dokumentumokban őrzött örökségeinek listájára. Ennek megemlékezésére egyetlen napon, 2007. november 26-án, a nyilvánosság megtekinthette, bár törékeny állapota miatt általában nincs kiállítva.

## Pannoniai útszakaszok

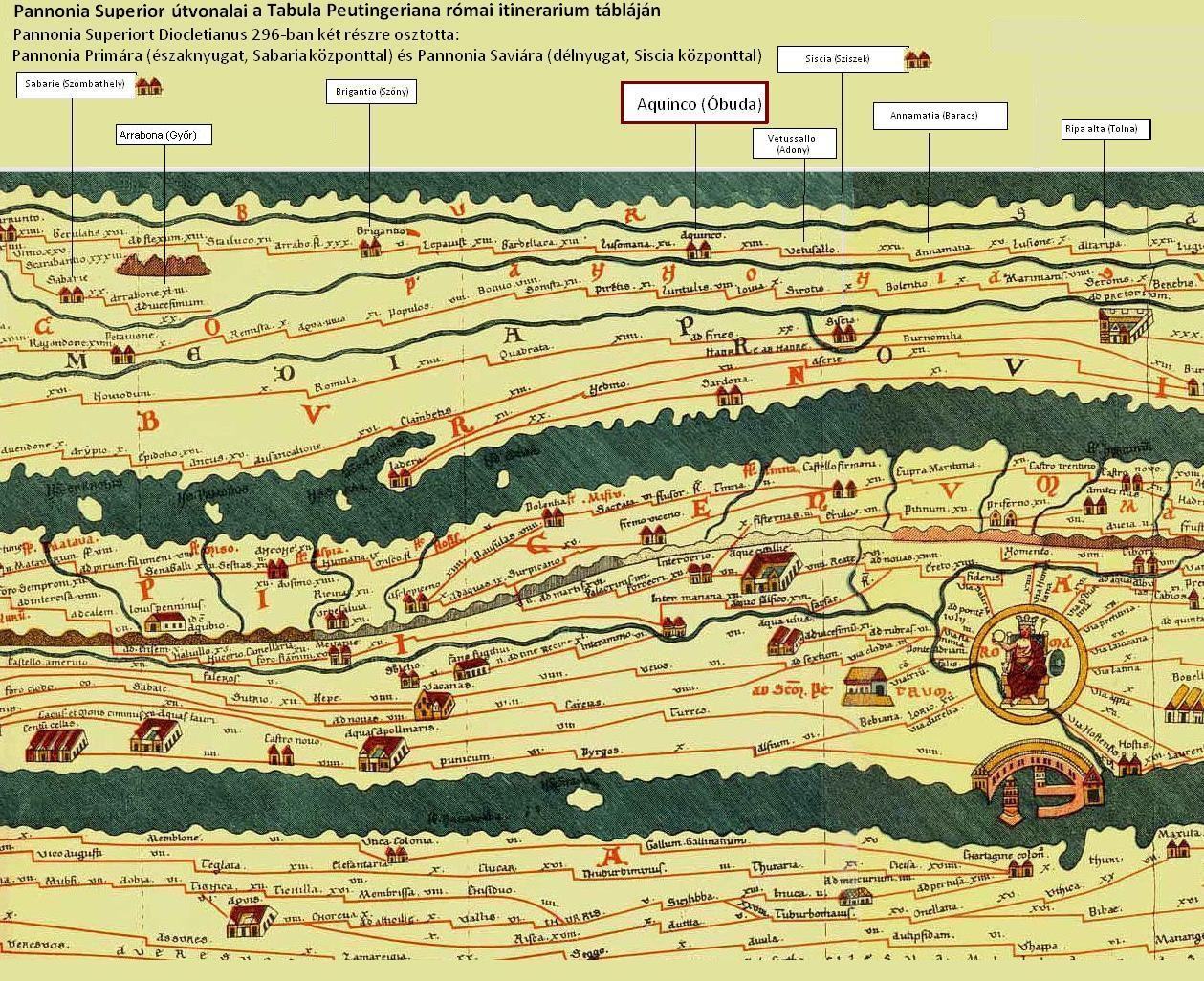
Pannonia provincia úthálózata és az aquincumi (Aquinco) limes szakasz a Tabula Peutingeriana térképen

### Duna menti útszakasz
Az út a Duna jobbpartján, a limes mentén haladt, legfőbb állomásai: Vindobona (Bécs), Aquincum, Singidunum (Belgrád).
| Sorszám | Táv | Állomás      | Standard latin név | Mai név                     | Ország       | Megjegyzés               |
| ------- | --- | ------------ | ------------------ | --------------------------- | ------------ | ------------------------ |
|         |     | Vindobona    |                    | Bécs                        | Ausztria     |                          |
| 1.      | 10  | Villa Gai    | Ala Nova           | Schwechat                   | Ausztria     |                          |
| 2.      | 4   | Aequinoctium |                    | Fischamend                  | Ausztria     |                          |
| 3.      | 13  | Carnuntum    |                    | Petronell-Carnuntum         | Ausztria     | elágazás Scarbantia felé |
| 4.      | 14  | Gerulatae    |                    | Oroszvár/Rusovce            | Szlovákia    |                          |
| 5.      | 16  | Ad Flexum    | Flexum             | Mosonmagyaróvár             | Magyarország |                          |
| 6.      | 13  | Stailuco     | Quadrata           | Lébény                      | Magyarország |                          |
| 7.      | 12  | Arrabo fl.   |                    | Rába folyó                  | Magyarország |                          |
| 8.      | 30  | Brigantio    | Brigetio           | Szőny                       | Magyarország |                          |
| 9.      | 5   | Lepavist     | Lepavista          | Almásfüzitő                 | Magyarország |                          |
| 10.     | 13  | Gardellaca   | Cardabiaca         | Tokod                       | Magyarország |                          |
| 11.     | 13  | Lusomana     | Lumanum            | Bicske                      | Magyarország |                          |
| 12.     | 12  | Aquincum     |                    | Óbuda                       | Magyarország |                          |
| 13.     | 14  | Vetusallum   | Vetus Salina       | Adony                       | Magyarország |                          |
| 14.     | 17  | Annamatia    | Adnamatia          | Dunaföldvár v. Baracs       | Magyarország |                          |
| 15.     | 15  | Lusione      | Lussonium          | Dunakömlőd                  | Magyarország |                          |
| 16.     | 10  | Alta Ripa    |                    | Tolna                       | Magyarország |                          |
| 17.     | 22  | Lugio        | Florentina         | Dunaszekcső                 | Magyarország |                          |
| 18.     | 7   | Antiana      | Altinum            | Kölked                      | Magyarország |                          |
| 19.     | 12  | Donatiana    | Antianae           | Baranyabán/Popovac          | Horvátország |                          |
| 20.     | 13  | Ad Labores   |                    | Nemetin                     | Horvátország | Eszék mellett            |
| 21.     | 13  | Tittoburgum  | Teutoburgium       | Dálya/Dalj                  | Horvátország |                          |
| 22.     | 15  | Cornacum     |                    | Szata/Sotin                 | Horvátország |                          |
| 23.     | 13  | Cuccium      |                    | Újlak/Ilok                  | Horvátország |                          |
| 24.     | 15  | Milata       | Malata Bonona      | Bánmonostor/Banoštor        | Szerbia      |                          |
| 25.     | 16  | Cusum        |                    | Pétervárad/Petrovaradin     | Szerbia      |                          |
| 26.     | 15  | Acunum       | Acumincum          | Szalánkemén/Stari Slankamen | Szerbia      |                          |
| 27.     | 8   | Bittium      | Rittium            | Surduk                      | Szerbia      |                          |
| 28.     | 13  | Burgenae     |                    | Novi Banovci                | Szerbia      |                          |
| 29.     | 10  | Taurunum     |                    | Zimony/Zemun                | Szerbia      |                          |
| 30.     | 3   | Confluentes  |                    | Novi Beograd                | Szerbia      |                          |
|         |     | Singudunum   |                    | Belgrád/Beograd             | Szerbia      |                          |

### Carnuntum – Scarbantia – Savaria – Poetovio
Összekötő út Carnuntum és Savaria, valamint Savaria és Poetovio (Ptuj) között. A keleti borostyánút része.
| Sorszám | Táv | Állomás      | Standard latin név | Mai név              | Ország       | Megjegyzés                         |
| ------- | --- | ------------ | ------------------ | -------------------- | ------------ | ---------------------------------- |
|         |     | Carnuntum    |                    | Petronell-Carnuntum  | Ausztria     |                                    |
| 1.      | 14  | Ulmus        |                    | Sásony/Winden am See | Ausztria     |                                    |
| 2.      | 25  | Scarabantio  | Scarbantia         | Sopron               | Magyarország |                                    |
| 3.      | 33  | Sabaria      | Savaria            | Szombathely          | Magyarország |                                    |
| 4.      | 20  | Arrabona     |                    | Körmend?             | Magyarország |                                    |
| 5.      | 43  | Ad Vicesimum |                    | Veržej               | Szlovénia    |                                    |
| 6.      | 20  | Petavione    | Poetovio           | Ptuj                 | Szlovénia    | összeköttetés vonallal nem jelölve |

### Dráva menti útszakasz
Főbb állomásai: Emona (Ljubljana), Celeia (Celje), Poetovio (Ptuj), Mursa (Eszék) és Sirmium. Ptujtól a Dráva vonalát követi.
| Sorszám | Táv | Állomás       | Standard latin név    | Mai név                               | Ország       | Megjegyzés             |
| ------- | --- | ------------- | --------------------- | ------------------------------------- | ------------ | ---------------------- |
|         |     | Emona         |                       | Ljubljana                             | Szlovénia    |                        |
| 1.      | 9   | Savus fl.     |                       | Száva folyó                           | Szlovénia    |                        |
| 2.      | 15  | Ad Publicanos |                       | Lukovica                              | Szlovénia    |                        |
| 3.      | 21  | Adrante       | Atrans                | Trojane                               | Szlovénia    |                        |
| 4.      | 58  | Celeia        |                       | Celje                                 | Szlovénia    |                        |
| 5.      | 76  | Ragando       |                       | Spodnje Grušovje                      | Szlovénia    |                        |
| 6.      | 94  | Petavio       | Poetovio              | Ptuj                                  | Szlovénia    |                        |
| 7.      | 104 | Remista       | Ramista               | Formin v. Zavrč                       | Szlovénia    |                        |
| 8.      | 114 | Aqua Viva     |                       | Petrijanec, Varasd/Varaždin környékén | Horvátország |                        |
| 9.      | 125 | Populi        |                       | Varasdtól keletre                     | Horvátország |                        |
| 10.     | 133 | Botivo        | Iovia                 | Ludbreg                               | Horvátország |                        |
| 11.     | 142 | Sonista       | Sunista               | Lunjkovec                             | Horvátország |                        |
| 12.     | 154 | Piretis       |                       | Draganovec                            | Horvátország |                        |
| 13.     | 165 | Luntulae      | Lentulum              | Stari Gradac környéke                 | Horvátország |                        |
| 14.     | 173 | Iovia         | Cardono               | Gradina?                              | Horvátország |                        |
| 15.     | 183 | Sirotae       | Serota                | Verőce/Virovitica                     | Horvátország |                        |
| 16.     | 193 | Bolentium     |                       | Monoszló/Podravska Moslavina környéke | Horvátország |                        |
| 17.     | 203 | Marinianae    | Magniana              | Alsómiholjác/Donji Miholjac           | Horvátország |                        |
| 18.     | 211 | Seronae       | Serenae               | Szentgyörgy/Sveti Đurađ               | Horvátország |                        |
| 19.     | 221 | Berebis       | Berbis, Vereis        | kb. Podgajci Podravski                | Horvátország |                        |
| 20.     | 230 | Iovallio      | Iovalio               | Valpó/Valpovo                         | Horvátország |                        |
| 21.     | 239 | Mursa minor   | Mursella              | Petrijevci                            | Horvátország |                        |
| 22.     | 249 | Mursa major   | Mursa                 | Eszék/Osijek                          | Horvátország |                        |
| 23.     | 261 | Ad Labores    | Ad Labores Pons Ulcae | Bobota                                | Horvátország |                        |
| 24.     | 271 | Cibalae       |                       | Vinkovci                              | Horvátország | elágazás Marsonia felé |
| 25.     | 282 | Cansilena     | Causilena             | Orolik                                | Horvátország |                        |
| 26.     | 293 | Ulmo Spaneta  | Spaneta               | Bačinci                               | Szerbia      |                        |
| 27.     | 306 | Sirmium       |                       | Szávaszentdemeter/Sremska Mitrovica   | Szerbia      |                        |

### Száva menti útszakasz
A Száva menti útvonal többnyire a folyó jobb partját követi. Főbb állomások: Emona, Siscia (Sziszek), Sirmium és Singidunum.
| Sorszám | Táv | Állomás      | Standard latin név     | Mai név                              | Ország              | Megjegyzés                                     |
| ------- | --- | ------------ | ---------------------- | ------------------------------------ | ------------------- | ---------------------------------------------- |
|         |     | Emona        |                        | Ljubljana                            | Szlovénia           |                                                |
| 1.      | 18  | Aceurone     | Acervo/Acerbo          | Višnje Gora                          | Szlovénia           |                                                |
| 2.      | 32  | Ad Protorium | Praetorium Latobicorum | Pristava                             | Szlovénia           | Trebnje mellett                                |
| 3.      | 48  | Crucium      |                        | Groblje                              | Szlovénia           | Šentjernej mellett                             |
| 4.      | 64  | Noviodum     | Neviodunum             | Drnovo                               | Szlovénia           | Krško mellett                                  |
| 5.      | 74  | Romula       |                        | Ribnica                              | Horvátország        | Velika Gorica mellett                          |
| 6.      | 88  | Quadrata     |                        | ?                                    |                     |                                                |
| 7.      | 102 | Ad Fines     |                        | Buševec                              | Horvátország        | Velika Gorica mellett                          |
| 8.      | 117 | Siscia       | Segesta                | Sziszek/Sisak                        | Horvátország        |                                                |
| 9.      |     | Ad Pretorium | Praetorium             | Suvaja?                              |                     | Bosanska Dubica mellett                        |
| 10.     | 147 | Servitium    | Serbinum               | Orbászkővár/Bosanska Gradiška        | Bosznia-Hercegovina | elágazás Indenea felé, déli irányba.           |
| 11.     | 170 | Urbate       |                        | Srbac                                | Bosznia-Hercegovina |                                                |
| 12.     | 203 | Marsonia     |                        | Bród/Slavonski Brod                  | Horvátország        | itt keresztezi a Szávát; elágazás Cibalae felé |
| 13.     |     | Ad Basante   |                        | Bosut                                | Horvátország        | Županja mellett                                |
| 14.     | 223 | Saldae       |                        | Posavski Poljaci v. Brčko            | Bosznia-Hercegovina |                                                |
| 15.     | 241 | Drinum fl.   |                        | Drina folyó, Brodacnál               | Bosznia-Hercegovina | vagy ahol a Szávába torkollik Sremski Račánál  |
| 16.     | 259 | Sirmium      |                        | Szávaszentdemeter /Sremska Mitrovica | Szerbia             | elágazás Argentaria, Dalmatia felé             |
| 17.     | 277 | Bassianae    | Bassiana               | Donji Petrovci v. Dobrinci           | Szerbia             |                                                |
| 18.     | 285 | Idiminum     | Idiminium              | Vojka v. Šimanovci                   | Szerbia             |                                                |
| 19.     | 294 | Taurinum     |                        | Zimony/Zemun                         | Szerbia             |                                                |
| 20.     |     | Singudunum   |                        | Belgrád/Beograd                      | Szerbia             |                                                |

### Marsonia – Cibelae
Összekötő út
| Sorszám | Táv | Állomás  | Standard latin név | Mai név                  | Ország       | Megjegyzés |
| ------- | --- | -------- | ------------------ | ------------------------ | ------------ | ---------- |
|         |     | Marsonia |                    | Bród/Slavonski Brod      | Horvátország |            |
| 1.      | 25  | Certis   | Cirtisa, Certissa  | Štrbinci, Ðakovo mellett | Horvátország |            |
| 2.      | 50  | Cibalae  |                    | Vinkovce/Vinkovci        | Horvátország |            |

## Lásd még
- A római limes magyarországi szakaszai